# Мийдвил
Мийдвил (на английски: Meadville) е град в САЩ, център на окръг Кроуфорд в щата Пенсилвания. Население 12 973 жители (по приблизителна оценка от 2017 г.). Градът е родно място на популярните американски киноартисти Франк Хамънд и Шарън Стоун.